# Joan Rivers
Pour les articles homonymes, voir Rivers.
Joan Alexandra Molinsky, plus connue sous le nom de Joan Rivers, est née le 8 juin 1933 à New York et morte le 4 septembre 2014 dans la même ville, est l'une des plus célèbres animatrices de la télévision américaine (de 1980 à 2010) connue pour son humour controversé. Elle est aussi une productrice de télévision, une femme d'affaires, une écrivaine, une humoriste et une comédienne américaine. Elle se fait connaitre du public américain à partir de 1965, comme animatrice du Tonight Show  aux côtés de Johnny Carson. En 1986, elle crée, produit et anime son propre talk-show, The Late Show (en), sur le Fox Network, puis le The Joan Rivers Show (en). À partir de 1994, elle crée et produit divers shows et émissions de télévision avec sa fille Melissa Rivers (en).

## Biographie

### Jeunesse et formation
Joan Alexandra Molinsky naît dans l'arrondissement new-yorkais de Brooklyn, elle est la fille cadette de Meyer C. Molinsky, un médecin, et de Beatrice Grushman Molinsky, tous les deux sont de confession juive et ont fui l'Union soviétique . Ses parents s'installent ensuite à Larchmont, dans la grande banlieue newyorkaise. Elle intègre Connecticut College (en), une université d'arts libéraux, puis poursuit ses études au Barnard College, elle y obtient en 1954 un Bachelor of Arts en littérature anglaise. Elle membre de la sororité Phi Beta Kappa, Elle est employée au département publicité de la chaîne de grands magasins Lord & Taylor, puis travaille pour Bond Clothing Stores (en),,,,,,,,,,.

### Début de carrière

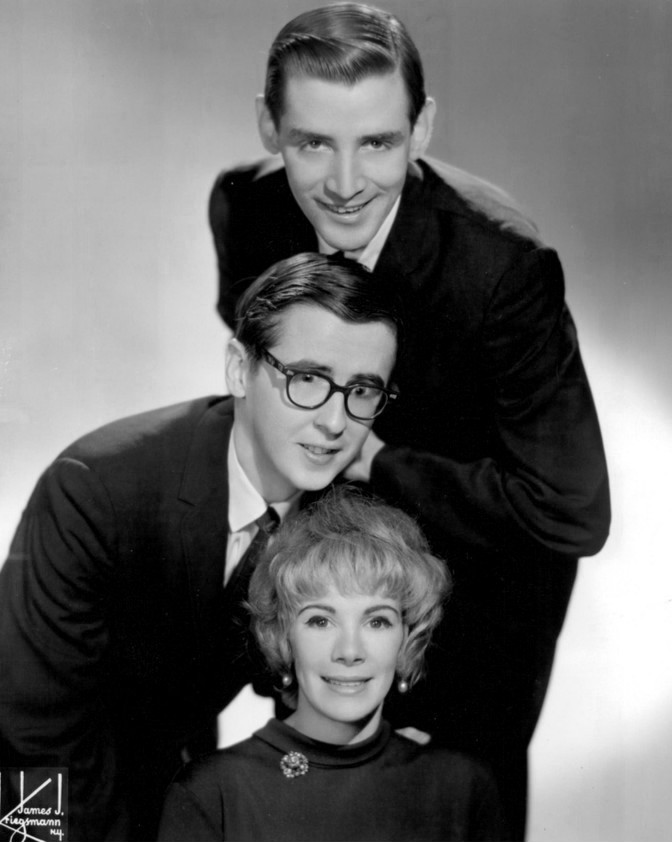
Le trio Jim, Jake and Joan, constitué de Jim Connell, Jake Holmes et Joan Rivers, vers 1960.

Contre l'avis de ses parents, elle décide d'entreprendre une carrière d'actrice. Elle tient de petits rôles dans des productions Off-Broadway. Pour subvenir à ses besoins, elle travaille comme intérimaire et écrit un spectacle de stand-up, qu'elle joue dans les clubs du quartier de Greenwich Village à la fin des années 1950. Son agent artistique Tony Rivers lui suggère d'adopter un nom de scène, elle opte pour « Joan Rivers »,. Au début des années 1960, le propriétaire du club The Bitter End (en), qui doute de ses capacités à réussir en solo, lui présente Jim Connell et Jake Holmes et met sur pied un trio comique, baptisé Jim, Jake and Joan, sans rencontrer le succès. En 1961, la jeune actrice rejoint la troupe The Second City à Chicago, ce qui lui permet de travailler l'improvisation théâtrale,. Elle signe un contrat avec l'agent artistique Roy Silver. Grâce à lui, Rivers écrit pour l'émission Candid Camera (en), ainsi que pour les humoristes Bob Newhart et Phyllis Diller.

### Télévision
En 1965, Joan Rivers est invitée à se produire dans The Tonight Show, le talk-show de fin de soirée animé par Johnny Carson et diffusé sur le réseau NBC. Elle se fait connaître du grand public grâce à l'émission, où elle retourne à plusieurs reprises. Au cours des années 1980, elle remplace régulièrement l'animateur lorsque celui-ci s'absente de l'antenne. En 1986, Rivers obtient son propre talk-show sur le nouveau réseau américain Fox Network. The Late Show (en) est diffusé au même horaire que The Tonight Show, ce qui irrite Johnny Carson. L'animateur coupe les ponts avec Joan Rivers, et ne la réinvitera jamais plus dans son émission. L'audience de The Late Show diminue rapidement et Fox renvoie Edgar Rosenberg, producteur de l'émission et second mari de Joan Rivers, puis se sépare de l'animatrice. Elle fait son retour en 1989 avec The Joan Rivers Show, une émission diffusée en matinée par le réseau Fox jusqu'en 1993,.
À partir de 1990, Joan Rivers apparaît sur QVC, une chaîne du câble spécialisée dans le télé-achat sur laquelle elle présente sa propre collection de bijoux,. En 1994, elle anime Can We Shop?, une émission de télé-achat diffusée en syndication. Joan Rivers et sa fille Melissa (en) réalisent des interviews de célébrités lors des cérémonies de remise de prix, notamment les Emmy Awards. À partir de 1996, leur émission est diffusée par la chaîne Entertainment Television (E!), filiale de NBCUniversal. Elle rassemble 1,6 million de téléspectateurs lors de sa dernière diffusion en 2003. L'année suivante, Rivers et sa fille signent un contrat de 8 millions de dollars et sont recrutées par TV Guide Channel (en) pour animer une émission similaire. En 2006, Joan Rivers conduit sa 1000e interview avant la 58e cérémonie des Primetime Emmy Awards (en). En 2009, elle participe à la 2de saison de The Celebrity Apprentice, l'émission de téléréalité de NBC animée par Donald Trump, et est déclarée vainqueur,. À partir de septembre 2010, elle coanime l'émission hebdomadaire Fashion Police (en) sur la chaîne E!. En compagnie de Giuliana Rancic, Kelly Osbourne et George Kotsiopoulos (en), elle critique les tenues vestimentaires des stars,,,. À partir de janvier 2011, la chaîne WE tv diffuse Joan & Melissa: Joan Knows Best? (en), une émission de téléréalité mettant en scène Joan et Melissa Rivers. La mère et la fille collaborent également sur la web-série In Bed with Joan (en), disponible sur YouTube depuis mars 2013,.
La popularité de Joan Rivers culmine au milieu des années 1980, elle est alors la mieux payée parmi les personnalités du monde du spectacle se produisant dans les établissements du Las Vegas Strip,,.

### Scène
Joan Rivers est l'une des librettistes de la comédie musicale Fun City, montée à Broadway en 1972 au Morosco Theatre.
En 1988, elle remplace l'actrice Linda Lavin et reprend le rôle de Kate dans Broadway Bound (en), une pièce de Neil Simon montée au Broadhurst Theatre,.
En 1994, Rivers est la co-auteure avec Erin Sanders et Lonny Price (en) de Sally Marr...and her escorts, monté au Hayes Theater,,,. Sa participation sur la scène lui vaut une nomination aux Tony Awards.
En 2008, elle joue dans Joan Rivers: A Work in Progress by a Life in Progress, dont elle est l'auteure,,,.

### Cinéma
En 1968, Joan Rivers obtient un petit rôle dans le film Le Plongeon (The Swimmer) de Frank Perry qui sera la première de ses apparitions marginales à l'écran.
En 1978, elle écrit et réalise la comédie Rabbit Test, dans laquelle l'acteur Billy Crystal tient le premier rôle.

### Autres activités
En 2008, Ricki Stern et Annie Sundberg la suivent durant plusieurs mois afin de réaliser un film documentaire à son sujet, intitulé Joan Rivers: A Piece of Work (en),. Le film, dont la première a lieu en 2010 au festival du film de Sundance, est bien accueilli par la critique,.

### Actions caritatives
Pendant plus de vingt ans, Joan Rivers soutient l'organisation caritative God's Love We Deliver, qui fournit des repas gratuits aux résidents de New York atteints de maladies graves. Membre du conseil d'administration, elle a aidé à collecter les fonds nécessaires à la rénovation du siège de l'association. L'actrice distribue des repas avec des membres de sa famille, notamment à l'occasion de Thanksgiving. Après son décès une fondation qui porte son nom continue de soutenir  God's Love We Deliver,.

### Opinions
Joan Rivers est une républicaine et n'a jamais oublié ses racines juives, n'hésitant pas à utiliser son humour pour lancer des blagues juives maniant l'ironie plus ou moins acide,,, et peut se montrer très acerbes contre les antisémites, ainsi à la suite du film  La Passion du Christ, quand elle apprend que son réalisateur Mel Gibson a été condamné pour conduite en état d'ivresse elle dit He is an antisemitic son of a bitch. He should fucking die / C'est un fils de pute antisémite. Il devrait crever ! (sic).

### Vie personnelle
Les grands-parents de Joan Rivers se sont installés aux États-Unis afin de fuir la révolution russe. En 1955, Rivers épouse James Sanger, dont elle a fait la connaissance alors qu'elle était employée par les magasins Bond Clothing Stores (en). Ils divorcent au bout de six mois. Elle se remarie en 1965 avec Edgar Rosenberg (en), qui produit plusieurs de ses spectacles et show télévisés. Il est le père de Melissa Rivers (en), née en 1968. Rosenberg se suicide peu après son renvoi par NBC et est retrouvé mort dans un hôtel de Philadelphie en août 1987,.
L'actrice, qui déclare se trouver « laide », a fréquemment recours à la chirurgie esthétique et aborde volontiers le sujet durant ses spectacles. Dans son livre Men Are Stupid… And They Like Big Boobs: A Woman's Guide to Beauty Through Plastic Surgery, paru en 2009, elle énumère les parties de son corps ayant été « refaites », dont ses lèvres, son nez, ses yeux et sa poitrine, et déclare se faire injecter du botox. Interrogée en 2012 par l'animateur Anderson Cooper, qui lui demande si le nombre d'interventions qu'elle a subies s'élève bien à 734, elle répond sur le ton de la plaisanterie : « Non, 739 ! »,.

### Décès
Le 28 août 2014, Joan Rivers est opérée des cordes vocales par un médecin de l'Upper East Side. Durant l'intervention, elle est victime d'un arrêt cardiaque. L'actrice est transportée au Mount Sinai Hospital, où les médecins la plongent dans un coma artificiel. Le State Health Department (en) lance une enquête à la suite de son décès, déclaré le 4 septembre 2014,,,,.
Le 7 septembre, un service commémoratif se déroule au temple Emanu-El de New York, auquel sont invitées des personnalités du spectacle, de la mode et des médias, dont les acteurs Hugh Jackman et Alan Cumming, les actrices Sarah Jessica Parker et Whoopi Goldberg, l'humoriste Kathy Griffin, le styliste Michael Kors, les journalistes Barbara Walters et Diane Sawyer, ainsi que l'animateur Howard Stern, qui prononce l'éloge funèbre,.
Après la cérémonie funéraire, la dépouille de Joan Rivers a été incinérée au Château de Becker, ses cendres ont été remises à des proches.

## Prix et distinctions (sélection)
- 1975 : lauréate du Georgie Award, catégorie meilleur comédien[10],
- 1975 : lauréate de l'American Guild of Variety Artists (en)[10],
- 1976 : lauréate du Las Vegas Comedienne of the Year Awards,
- 1976 : lauréate du Clio Awards, catégorie meilleure prestation à la télévision commerciale[2],
- 1977 : lauréate du Las Vegas Comedienne of the Year Awards,
- 1982 : lauréate du Clio Awards, catégorie meilleure prestation à la télévision commerciale,
- 1989 : cérémonie d'inscription de son étoile sur le Walk of Fame d'Hollywood au 7 000, Hollywood Boulevard pour ses prestations à la télévision[78],[79],[80].
- 1990 : lauréate du Daytime Emmy Award, catégorie meilleure présentatrice de débat télévisé[81],
- 2014 : lauréate du Grammy Award, catégorie meilleur album de narration pour son livre audio Diary Of A Mad Diva[82],[83].

## Discographie sélective
- 1965 : Mr. Phyllis and Other Funny Stories (genre : humour), label : Warner Bros,

- 1969 : The Next to Last Joan Rivers Album, (genre : comique), label : Buddah Records,
- 1983 : What Becomes A Semi-Legend Most ?, (genre : comique), label Geffen Records
- 2013 : Don't Start With Me, (genre : humour), label : Geffen Records,

## Théâtre
- 1972 : Fun City
- 1988 : Broadway Bound
- 1994 : Sally Marr... and her Escort

## Œuvres
- (en-US) Having a Baby Can Be a Scream, J.P. Tarcher, 1974, 139 p. (ISBN 978-0-87477-019-3)
- (en-US) The Life and Hard Times of Heidi Abromowitz (ill. James Sherman), Delacorte, 1984, 99 p. (ISBN 978-0-385-29359-4)
- (en-US) Enter Talking (en collaboration avec Richard Meryman), Delacorte, 1986, 376 p. (ISBN 978-0-385-29440-9)
- (en-US) Still Talking (en collaboration avec Richard Meryman), Random House, 1991, 293 p. (ISBN 978-0-394-57991-7)
- (en-US) Jewelry by Joan Rivers, Abbeville Press, 1995, 156 p. (ISBN 978-1-55859-808-9)
- (en-US) Bouncing Back : I've Survived Everything… and I Mean Everything… and You Can Too!, HarperCollins, 1997, 231 p. (ISBN 978-0-06-017821-5)
- (en-US) From Mother To Daughter : Thoughts and Advice on Life, Love, and Marriage, Birch Lane Pr, 1998, 94 p. (ISBN 978-1-55972-493-7)
- (en-US) Don't Count the Candles : Just Keep the Fire Lit, HarperCollins, 1999, 194 p. (ISBN 978-0-06-018383-7)
- (en-US) Murder at the Academy Awards : A Red Carpet Murder Mystery (en collaboration avec Jerrilyn Farmer), Pocket Books, 2009, 370 p. (ISBN 978-1-4165-9937-1)
- (en-US) Men Are Stupid… And They Like Big Boobs : A Woman's Guide to Beauty Through Plastic Surgery (en collaboration avec Valerie Frankel), Pocket Books, 2009, 288 p. (ISBN 978-1-4165-9924-1)
- (en-US) I Hate Everyone--Starting With Me, Berkley Books, 2012, 242 p. (ISBN 978-0-425-24830-0)
- (en-US) Diary of a Mad Diva, Berkley Books, 2014, 289 p. (ISBN 978-0-425-26902-2)

## Filmographie

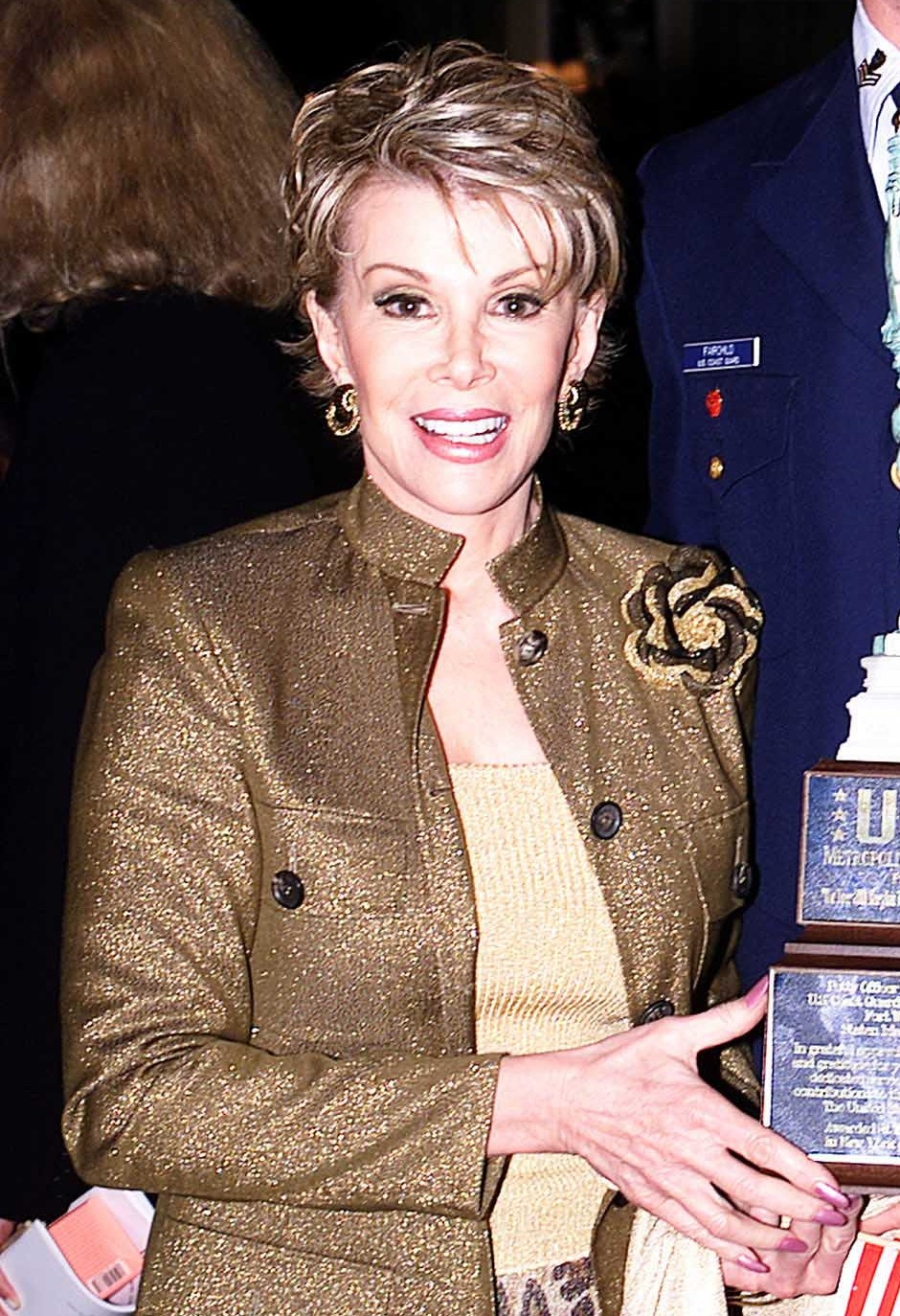
Joan Rivers à l'hôtel The Pierre de New York, le 24 mai 2001.

### Cinéma
- 1965 : Once Upon a Coffee House ;
- 1968 : Le Plongeon (The Swimmer) de Frank Perry ;
- 1984 : Les Muppets à Manhattan (The Muppets Take Manhattan) de Frank Oz : Eileen ;
- 1987 : La Folle Histoire de l'espace : Dot Matrix (voix uniquement) ;
- 2000 : Dans les griffes de la mode (The Intern) : Dolly Bellows ;
- 2004 : Shrek 2 : Elle-même (voix)

### Caméos
- 2011 : Les Schtroumpfs
- 2013 : Iron Man 3

### Séries télévisées
- 2004 - 2005 : Nip/Tuck : elle-même
- 2008 - 2009 : Spaceballs : Dot Matrix (voix - 11 épisodes)
- 2011 : Louie : elle-même
- 2011 : Les Simpson :  Annie Dubinsky (voix)
- 2012 : Drop Dead Diva : elle-même (#4.9)
- 2012 : Hot in Cleveland : Anka

### Téléfilm
- 2014 : Mostly Ghostly: Have You Met My Ghoulfriend : Mami Doyle

## Vidéographie
- Ricki Stern et Annie Sundberg, Joan Rivers: A Piece of Work: A Year in the Life of a Semi Legend, IFC Films, 2010, 85 min  (ISBN 978-0-7886-1341-8)